# Крылатый диск

Крылатый диск в Древнем Египте с добавленными Уреями

Крылатый диск — древний мифологический символ, широко использовавшийся в Древнем Египте, Месопотамии, в Хеттском царстве, в Урарту, в Персии и у других народов Древнего Востока. Под названием Фаравахар выступает в качестве главного символа зороастризма. С периода поздней античности по настоящее время продолжает использоваться ограниченно чаще как стилизованный декоративный элемент или реже как значащий символ у некоторых обществ, например у алхимиков, у масонов, у теософов.
Основная версия происхождения символа была высказана ещё во второй половине XIX века и сохраняется по настоящее время. Согласно этой версии крылатый диск представляет собой наблюдаемый образ солнца в момент солнечного затмения, так проинтерпретированный первыми цивилизациями. Таким образом крылья и иногда птичий хвост диска на самом деле отображают элементы солнечной короны, которая становится видна в момент полного затмения. 

Одно из предположительных происхождений крылатого диска
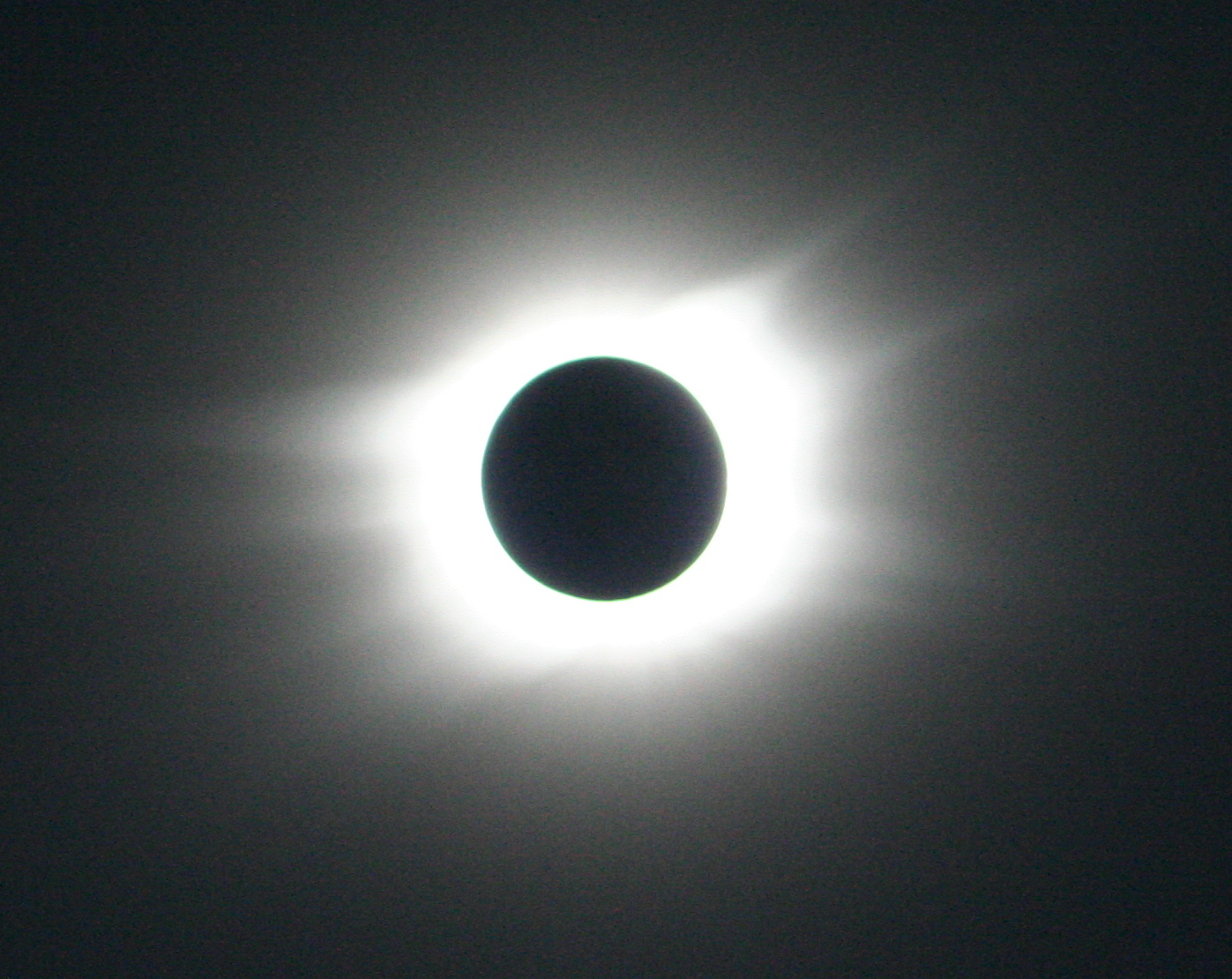
Солнечное затмение 29 марта 2006 года
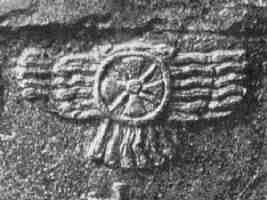
Изображение крылатого диска на стеле Ашшурнацирапала II, IX век до н.э.

## Примеры изображений крылатого диска

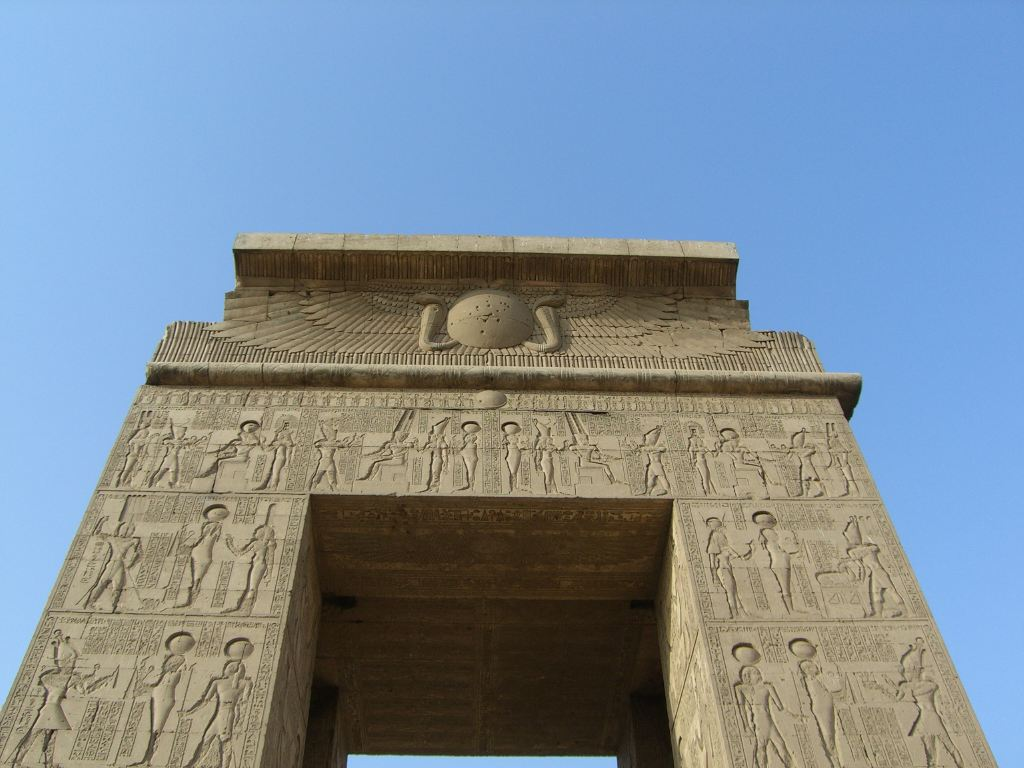
На воротах Птолемея III в Карнаке
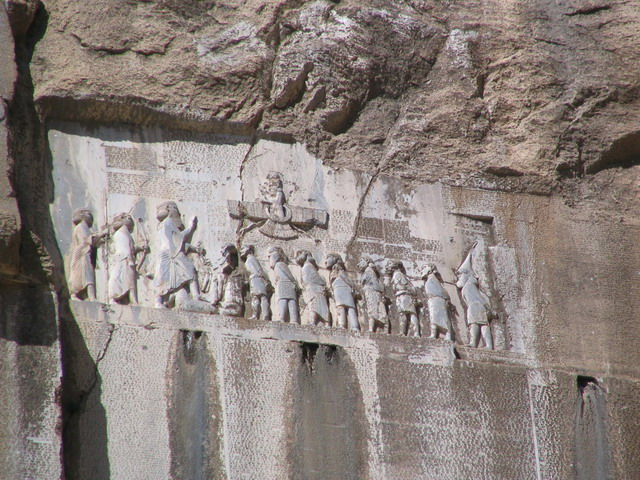
На бехистунской надписи Дария I в Персии
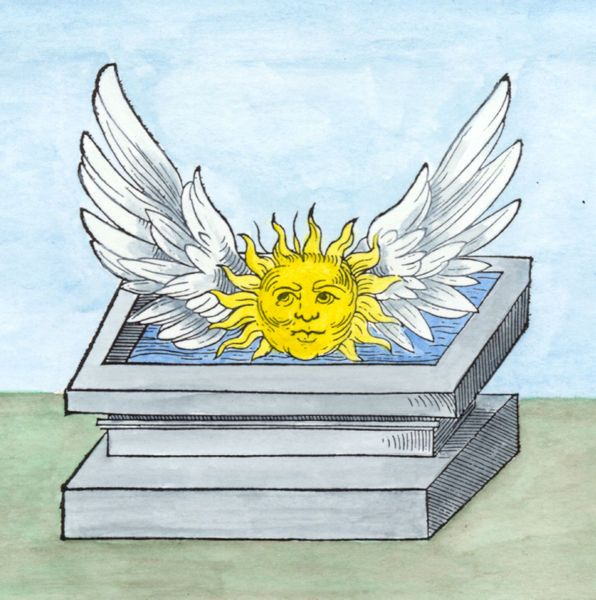
Как средневековый символ алхимиков
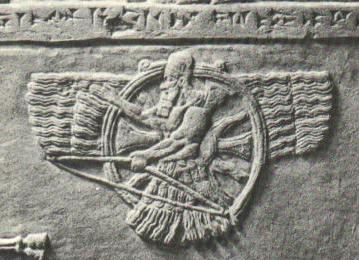
На ассирийском барельефе
Как Фаравахар, символ зороастризма
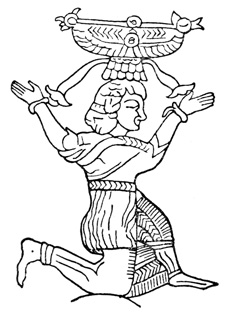
Над урартским богом солнца Шивини